# Крісті Мур
Крістофер Ендрю "Крісті" Мур (англ. Christopher Andrew "Christy" Moore; нар. 7 травня 1945, Дріхад-Нуа, Кілдер, Ірландія) — ірландський фольк-співак, автор пісень та гітарист. Один із чотирьох засновників ірландських фольк-гуртів Planxty та Moving Hearts. У 1969 випустив свій дебютний студійний альбом «Paddy on the Road», який записав разом із Домініком Біаном. У 2007 ірландський телеканал Raidió Teilifís Éireann назвав Крісті Мура найвизначнішим живим ірландським музикантом.

## Дискографія

### Сольні альбоми
- Paddy on the Road (1969)
- Prosperous (1972)
- Whatever Tickles Your Fancy (1975)
- Christy Moore (1976)
- The Iron Behind the Velvet (1978)
- Live in Dublin (1978)
- H Block (1980)
- Christy Moore and Friends (1981)
- The Time Has Come (1983)
- Ride On (1984)
- Ordinary Man (1985)
- The Spirit of Freedom (1986)
- Unfinished Revolution (1987)
- Voyage (1989)
- Smoke and Strong Whiskey (1991)
- King Puck (1993) No. 2
- Live at the Point (1994) No. 1
- Graffiti Tongue (1996) No. 2
- Traveller (1999) No. 1
- This is the Day (2001) No. 1
- Live at Vicar Street (2002) No. 1
- Burning Times (2005) No. 3
- Live at The Point 2006 (2006) No. 1
- Listen (2009) No. 1
- Folk Tale (2011)
- Where I Come From (2013)
- Lily[en] (2016) No. 3
- On the Road (2017) No. 1[2]